# Gasdruckfeder
Eine Gasdruckfeder (auch kurz als Gasfeder bezeichnet) ist eine pneumatische Feder, die unter Hochdruck stehendes Gas zur Bereitstellung der Federkraft nutzt. Vorteile gegenüber Schraubenfedern sind die vom Federweg nahezu unabhängige Kraft, der geringe Platzbedarf und die Möglichkeit, einen Dämpfungsmechanismus zu integrieren.

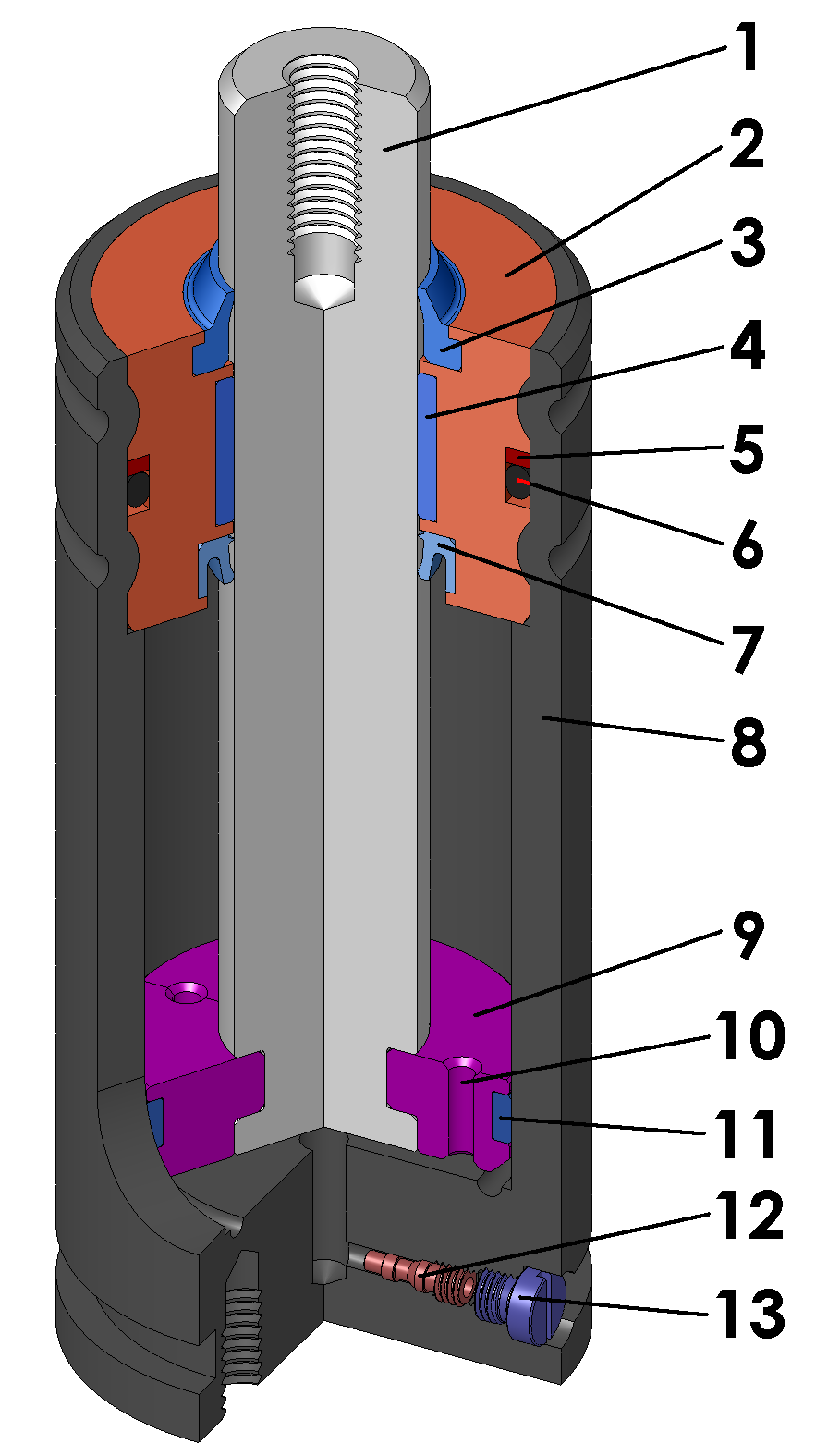
3D-Schnittdarstellung einer Gasdruckfeder
1) Plungerkolben
2) Kopfstück
3) Plungerkolben-Abstreifer
4) Führungsbuchse
5) Stützring (zur Vermeidung von Spaltextrusion für den O-Ring (6))
6) O-Ring (Dichtung)
7) Plungerkolbendichtung Wellendichtring (RWDR)
8) Zylinder
9) Dämpfungskolben
10) Öffnung (im Kolben (9))
11) Führungsbuchse
12) Ventil
13) Verschluss-Schraube

## Anwendungen
Gasdruckfedern dienen häufig dem Gewichtsausgleich und sind beispielsweise bei Bürostühlen, als unterstützende Öffnungs- und Haltevorrichtung von Klappen in Fahrzeugen (Motorhaube, Heckklappendämpfer für Kofferraumklappe) oder in den Gepäckklappen im Fluggastraum von Flugzeugen vorzufinden. Im Werkzeugbau ersetzen Gasdruckfedern aufgrund ihrer hohen Leistungsdichte herkömmliche Druckfedern aus Stahl.
Sie sollten keinesfalls von Laien geöffnet werden, da im Inneren ein sehr hoher Druck herrscht.

## Funktionsweise und Bauformen
Die Gasdruckfeder ist ein hydropneumatisches Verstellelement und besteht aus dem Druckrohr und dem Kolben sowie geeigneten Anschlüssen. Sie ist mit einem komprimierten Gas gefüllt, dessen Menge den voreingestellten Innendruck bestimmt. Der Kolben erfüllt zwei Aufgaben: Der längere Teil hat den kleineren Durchmesser und läuft in einer Dichtung am Druckrohr (Plungerkolben). Der Druck wirkt auf seine Querschnittsfläche. Daraus resultiert eine Kraft in Ausschubrichtung. Der stärkere Teil des Kolbens mit seiner Überströmöffnung dient zur Dämpfung und Führung. Die Ausschubkraft kann innerhalb physikalischer Grenzen durch die geeignete Wahl des Fülldruckes und der Durchmesser von Druckrohr und Plungerkolben exakt festgelegt werden.
Gasdruckfedern bestehen immer aus einem Zylinder und einem darin beweglichen Kolben. Aufwendigere Konstruktionen sind mit einem Trennkolben versehen, der zwei mit Gas und Öl gefüllte Räume trennt. Dann läuft der Dämpfungskolben in Öl.
Bei der einfachsten und am häufigsten eingesetzten Bauform ist der gesamte Innenraum mit Gas – meist Stickstoff – gefüllt. Der Dämpfungskolben hat eine kleine Öffnung, durch die das Gas durchströmen kann und deren Querschnitt das Maß der Dämpfung bestimmt. Das Bauteil enthält ferner eine kleine Menge an Öl, das der Dämpfung und Schmierung dient. Die Dichtung gegen Gasverlust befindet sich an der Führung des Plungerkolbens.
Durch das Eindringen der Kolbenstange in den Innenraum verringert sich dort das Volumen {\displaystyle V_{\text{aus}}} (bei ausgefahrener Kolbenstange) um {\displaystyle V_{\text{ein}}}. Der Dämpfungskolben trägt (wegen der Überströmöffnung 10) nicht zur Volumenänderung bei. Weil kein Gas entweichen kann, bleibt die Stoffmenge des Gases konstant.
Für die Berechnung der Kräfte bzw. Drücke muss die Betriebssituation berücksichtigt werden. Grundsätzlich kann sowohl das Ein- wie auch das Ausfedern als adiabate Zustandsänderung betrachtet werden.
Bei gelegentlicher Betätigung, beispielsweise bei Hauben von Kraftfahrzeugen, ist das Einfedern adiabat, aber wegen der Abkühlung der Feder muss der Ausgangsdruck für das adiabate Ausfedern zunächst aus der idealen Gasgleichung berechnet werden. Dieser Druck ist niedriger, weil mit der Abkühlung der Feder auch der Innendruck abgenommen hat.
Der Druck nach einer adiabaten Zustandsänderung von Zustand 1 (ausgefahren oder eingefahren) in Zustand 2 (Umgekehrt zu Zustand 1) ist:
{\displaystyle p_{2}=p_{1}\cdot {\bigg (}{\frac {V_{1}}{V_{2}}}{\bigg )}^{\kappa }},
wobei der Isentropenexponent κ bei zweiatomigen Gasen (Luft, Stickstoff und andere) bei 1,4 und bei Edelgasfüllung (einatomig) bei 1,6 liegt.
Wenn sich das Gas abkühlen kann, sinkt der Innendruck ab und kann aus der idealen Gasgleichung berechnet werden (Änderungen der Umgebungstemperatur werden vernachlässigt):
{\displaystyle p_{\text{ein}}=p_{\text{aus}}\cdot {\frac {V_{\text{aus}}}{V_{\text{aus}}-V_{\text{ein}}}}},
Die reale Rückstellkraft ist wegen der hohen Reibung in den Dichtungen kleiner, als es dem Druck in der Gasdruckfeder entspricht. Dazu können auch noch Elemente zur Endlagendämpfung vorhanden sein.

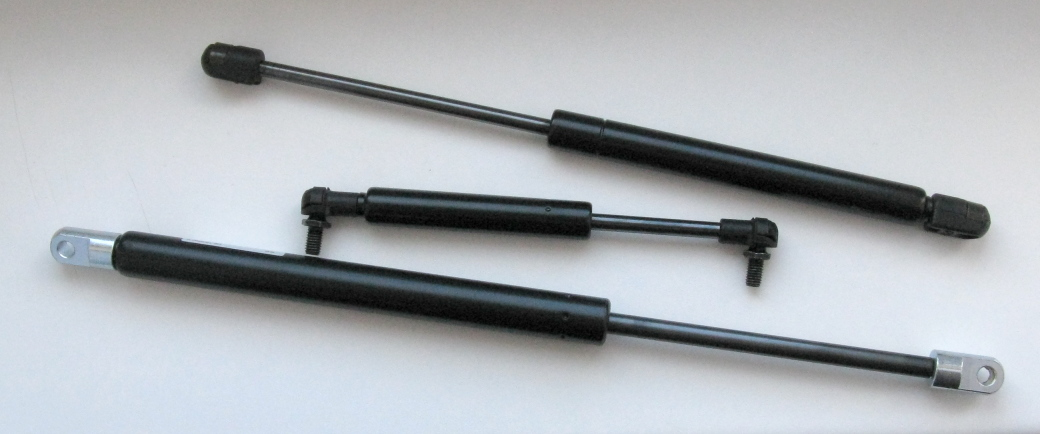
Gasdruckfedern
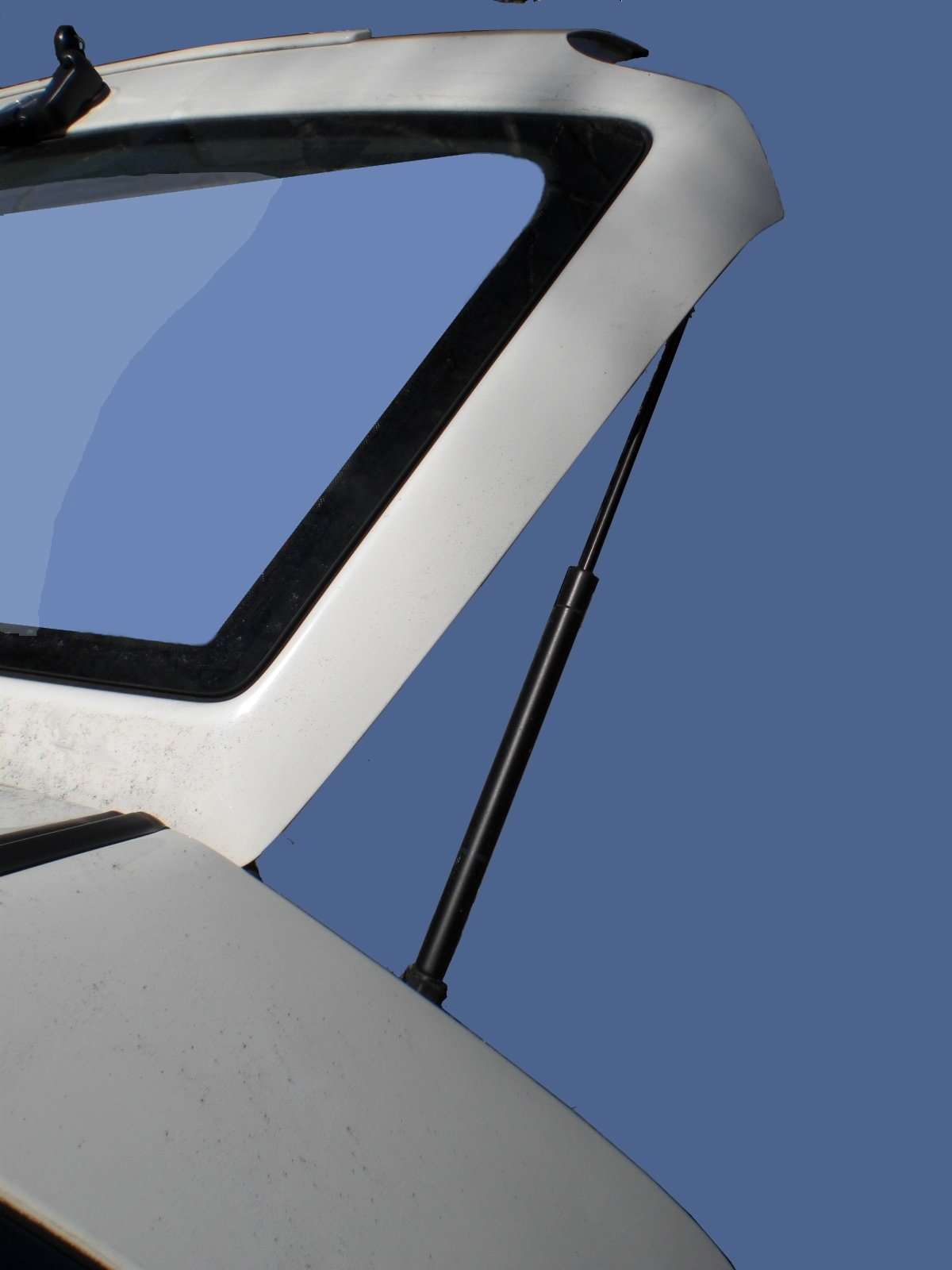
Gasdruckfeder an einer Autoheckklappe